# The Scarlet Letter (1926)
The Scarlet Letter (prt: A Mulher Marcada; bra: A Letra Escarlate) é um filme mudo norte-americano dirigido em 1926 por Victor Sjöström.
No elenco, Lillian Gish, Lars Hanson e Henry B. Walthall.